# Championnat d'Angleterre de football 1963-1964
Navigation
Édition précédente Édition suivante
La 65e édition du championnat d'Angleterre de football est remportée par Liverpool FC. Le club de Liverpool finit quatre points devant Manchester United et gagne son sixième titre de champion d'Angleterre.
Liverpool FC se qualifie pour la Coupe des clubs champions en tant que champion d'Angleterre. West Ham United, vainqueur de la coupe se qualifie pour la Coupe des vainqueurs de coupe. Manchester United et Everton FC se qualifient pour la Coupe des villes de foires.
Le système de promotion/relégation reste en place : descente et montée automatique, sans matchs de barrage pour les deux derniers de première division et les deux premiers de deuxième division. À la fin de la saison, Bolton Wanderers et Ipswich Town sont relégués en deuxième division. Ils sont remplacés pour la saison suivante par Leeds United et Sunderland AFC.
L'attaquant anglais Jimmy Greaves de Tottenham Hotspur remporte pour la quatrième fois le titre de meilleur buteur du championnat avec 35 réalisations.

## Classement
|    | Équipe                  | Joués | Victoires | Nuls | Défaites | Buts pour | Buts contre | +/- | Points | Spectateurs |
| -- | ----------------------- | ----- | --------- | ---- | -------- | --------- | ----------- | --- | ------ | ----------- |
| 1  | Liverpool FC            | 42    | 26        | 5    | 11       | 92        | 45          | 47  | 57     | 45 032      |
| 2  | Manchester United       | 42    | 23        | 7    | 12       | 90        | 62          | 28  | 53     | 44 125      |
| 3  | Everton FC              | 42    | 21        | 10   | 11       | 84        | 64          | 20  | 52     | 49 401      |
| 4  | Tottenham Hotspur       | 42    | 22        | 7    | 13       | 97        | 81          | 16  | 51     | 43 800      |
| 5  | Chelsea FC              | 42    | 20        | 10   | 12       | 72        | 56          | 16  | 50     | 31 305      |
| 6  | Sheffield Wednesday     | 42    | 19        | 11   | 12       | 84        | 67          | 17  | 49     | 23 402      |
| 7  | Blackburn Rovers        | 42    | 18        | 10   | 14       | 89        | 65          | 24  | 46     | 21 543      |
| 8  | Arsenal FC              | 42    | 17        | 11   | 14       | 90        | 82          | 8   | 45     | 34 793      |
| 9  | Burnley FC              | 42    | 17        | 10   | 15       | 71        | 64          | 7   | 44     | 19 755      |
| 10 | West Bromwich Albion    | 42    | 16        | 11   | 15       | 70        | 61          | 9   | 43     | 20 552      |
| 11 | Leicester City          | 42    | 16        | 11   | 15       | 61        | 58          | 3   | 43     | 24 142      |
| 12 | Sheffield United        | 42    | 16        | 11   | 15       | 61        | 64          | -3  | 43     | 21 654      |
| 13 | Nottingham Forest       | 42    | 16        | 9    | 17       | 64        | 68          | -4  | 41     | 22 497      |
| 14 | West Ham United         | 42    | 14        | 12   | 16       | 69        | 74          | -5  | 40     | 24 591      |
| 15 | Fulham FC               | 42    | 13        | 13   | 16       | 58        | 65          | -7  | 39     | 21 163      |
| 16 | Wolverhampton Wanderers | 42    | 12        | 15   | 15       | 70        | 80          | -10 | 39     | 22 574      |
| 17 | Stoke City              | 42    | 14        | 10   | 18       | 77        | 78          | -1  | 38     | 30 315      |
| 18 | Blackpool FC            | 42    | 13        | 9    | 20       | 52        | 73          | -21 | 35     | 16 540      |
| 19 | Aston Villa             | 42    | 11        | 12   | 19       | 62        | 71          | -9  | 34     | 22 346      |
| 20 | Birmingham City         | 42    | 11        | 7    | 24       | 54        | 92          | -38 | 29     | 22 055      |
| 21 | Bolton Wanderers        | 42    | 10        | 8    | 24       | 48        | 80          | -32 | 28     | 17 018      |
| 22 | Ipswich Town            | 42    | 9         | 7    | 26       | 56        | 121         | -65 | 25     | 16 044      |

## Meilleur buteur
Avec 35 buts, Jimmy Greaves, qui joue à Tottenham, remporte son 4e titre de meilleur buteur du championnat.